# 2A28 غروم

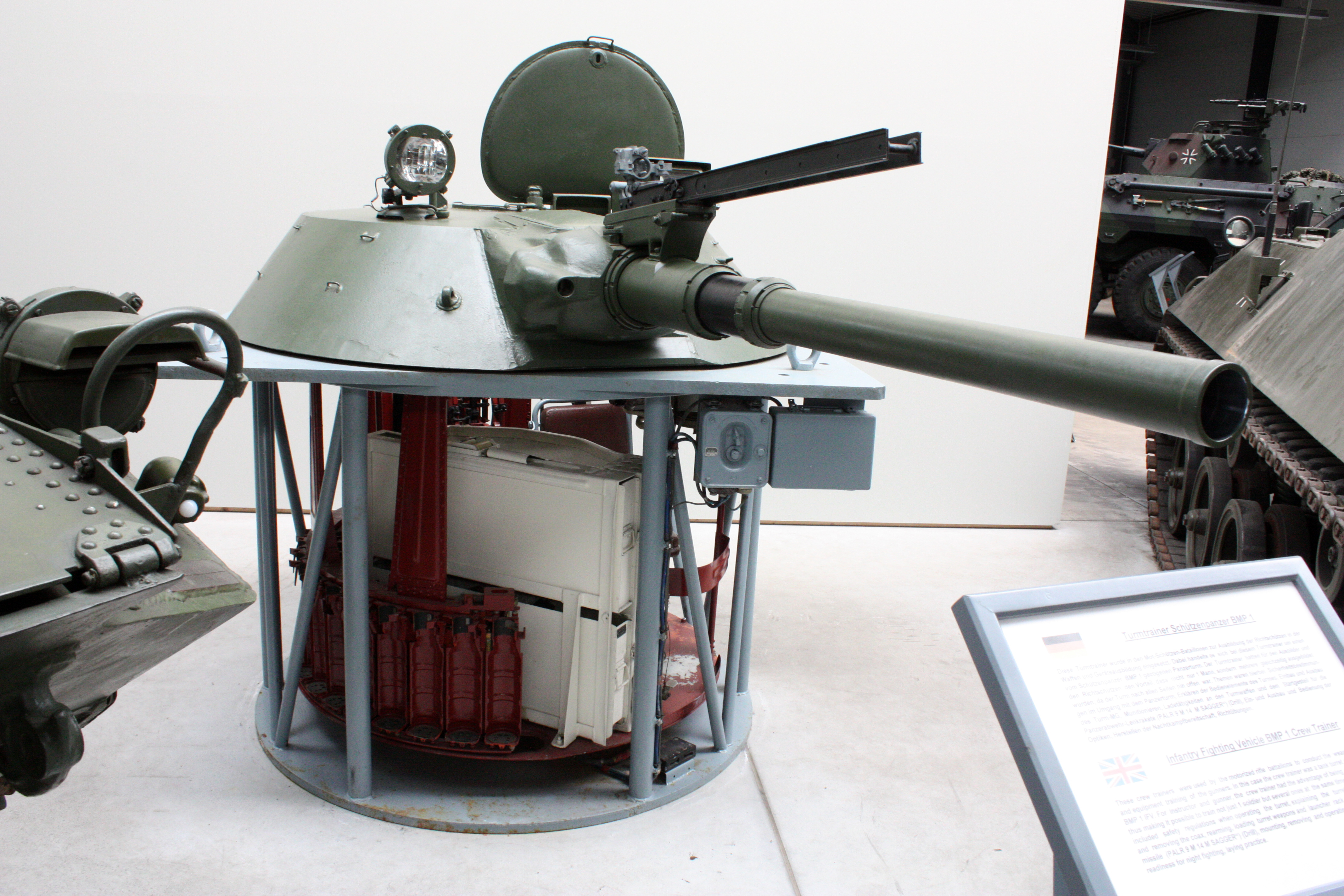
عرض تفصيلي لبرج BMP-1 تبين 73 ملم مدفع 2A28

مدفع 2A28 غروم هو التسليح الرئيسي لمركبة قتال المشاة BMP-1 . عيار 73مم. وزنه 115 كجم، معدل إطلاق النار ما بين 8 و 10 طلقة في الدقيقة الواحدة, يتم إعادة تحميل البندقية من قبل الملقم الآلي الكهروميكانيكي بالذخيرة، ولكن يمكن إعادة شحنها باليد إذا لزم الأمر, الرأس الحربي يمكن أن يخترق 280-350 مليمتر من الفولاذ المقاوم للدروع, أقصى مدى فعال هو 4،400 متر. المدى الفعال حوالي 1،000 متر.